# Ashley
Ashley  è un nome proprio di persona inglese maschile e femminile.

## Varianti
- Femminili: Ashlea[1], Ashlee[1], Ashlie[1], Ashleigh[1][2], Ashlie[1]
- Ipocoristici: Ash[1]

## Origine e diffusione
Deriva dal cognome inglese Ashley, a sua volta da vari toponimi composti dai termini in inglese antico æsc ("frassino", presente anche in Ashton) e leah ("radura", da cui anche Shelley, Stanley, Hayley, Bradley e Shirley), quindi "radura tra i frassini". Alcune fonti riconducono invece il primo termine ad asc ("cenere").
Negli Stati Uniti, fino agli anni 1960 era più comune al maschile, ma era sostanzialmente inutilizzato; il successo del romanzo di Margaret Mitchell Via col vento e del successivo film da esso tratto, in cui compare un personaggio di nome George Ashley Wilkes, decretarono un'impennata nell'uso del nome a metà del XX secolo. Nello stesso periodo, il nome subì un rapido cambiamento di genere, divenendo sempre più comune come nome femminile, tanto da risultare uno dei nomi femminili più popolari intorno al 1980.

## Onomastico
Il nome è adespota, cioè non è portato da alcun santo, quindi l'onomastico ricade il 1º novembre ad Ognissanti.

## Persone

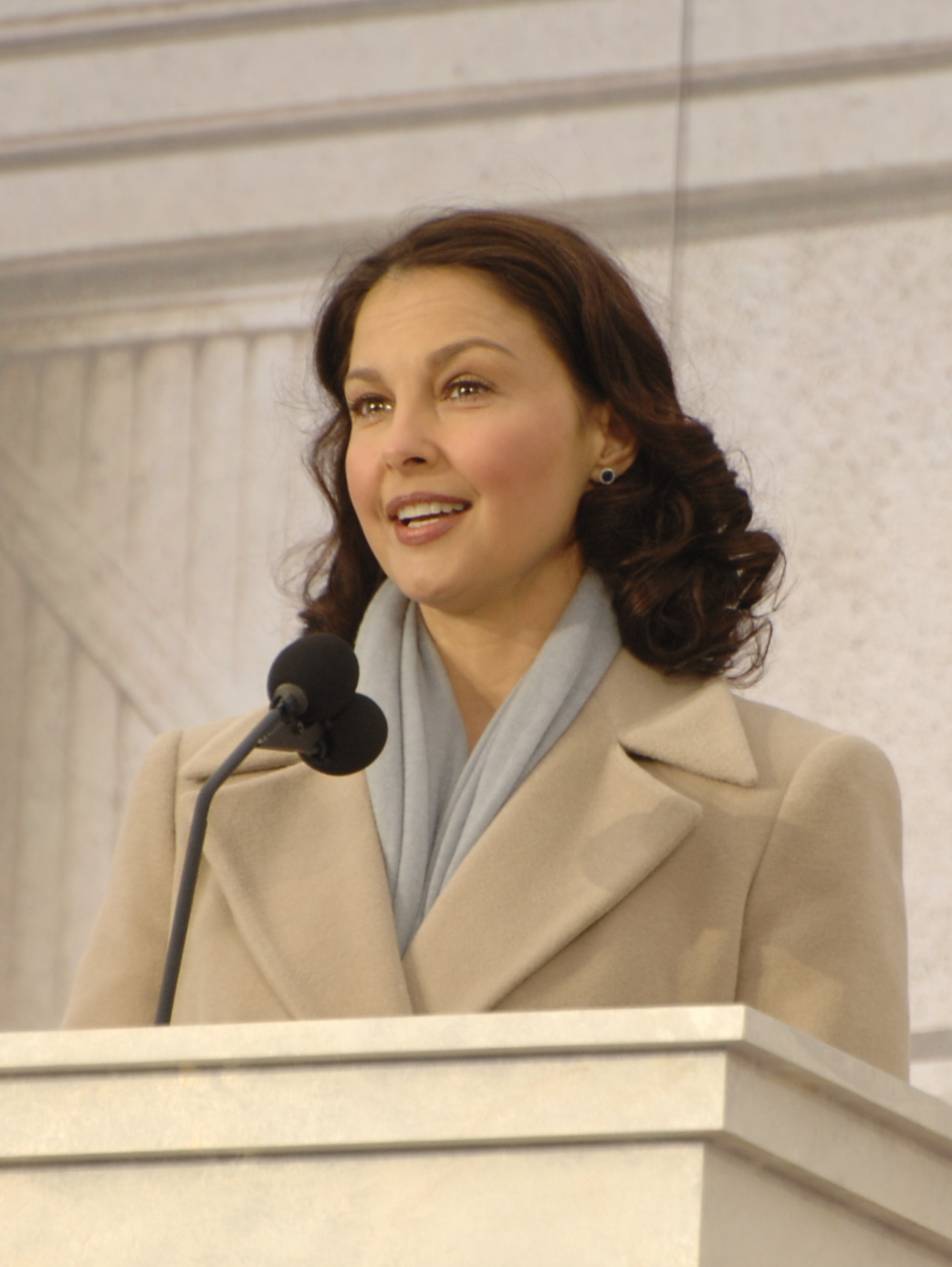
Ashley Judd

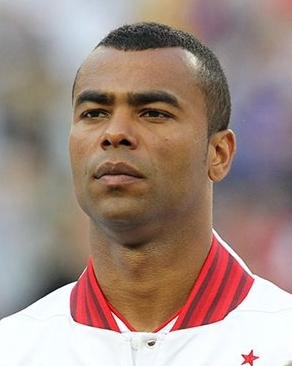
Ashley Cole

### Femminile
- Ashley Benson, attrice statunitense
- Ashley Cafagna-Tesoro, attrice e cantante statunitense
- Ashley Ellyllon, pianista statunitense
- Ashley Fink, attrice statunitense
- Ashley Frangipane, cantautrice statunitense
- Ashley Grace, cantautrice statunitense
- Ashley Greene, attrice statunitense
- Ashley Jensen, attrice scozzese
- Ashley Johnson, attrice statunitense
- Ashley Judd, attrice statunitense
- Ashley Olsen, attrice statunitense
- Ashley Rickards, attrice statunitense
- Ashley Tisdale, attrice, cantautrice, modella, produttrice esecutiva e doppiatrice statunitense

### Maschile
- Ashley Cole, calciatore britannico
- Ashley Hutchings, bassista britannico
- Ashley Lelie, giocatore di football americano statunitense
- Ashley McIsaac, violinista, cantautore e compositore canadese
- Ashley Miller, regista e sceneggiatore statunitense
- Ashley Montagu, antropologo e saggista britannico
- Ashley Williams, calciatore britannico
- Ashley Young, calciatore britannico

### Varianti femminili

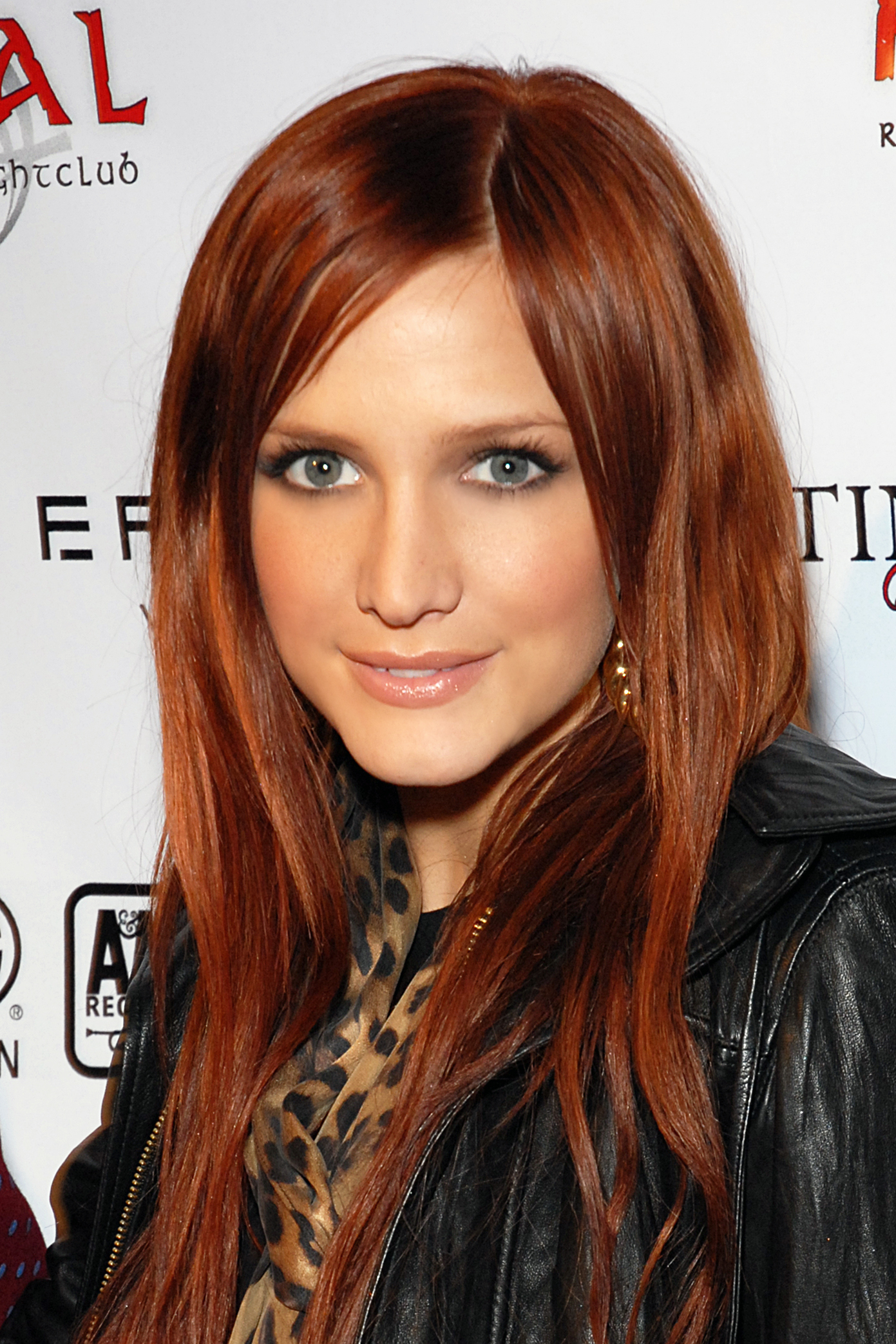
Ashlee Simpson

- Ashlie Brillault, attrice statunitense
- Ashleigh Barty, tennista australiana
- Ashleigh Chisholm, attrice australiana
- Ashleigh Gentle, triatleta australiana
- Ashleigh Johnson, pallanuotista statunitense
- Ashlee Simpson, cantante, attrice e cantautrice statunitense

### Varianti maschili
- Ash, regista, sceneggiatore, produttore cinematografico, direttore della fotografia, montatore e attore britannico
- Ash Stymest, modello britannico

## Il nome nelle arti
- Ashley Graham è un personaggio del videogioco Resident Evil 4.
- Ashleigh Howard è un personaggio della serie televisiva Greek - La confraternita.
- Ashley Juergens è un personaggio della serie televisiva La vita segreta di una teenager americana.
- Ash Ketchum è un personaggio dei Pokémon.
- Ash Williams è un personaggio della serie di film La casa.
- Ash è un personaggio del film d'animazione Sing.
- Ashley Williams è un personaggio della saga Mass Effect.